# Nitrato di nichel
Il nitrato di nichel è il sale di nichel(II) dell'acido nitrico, di formula Ni(NO3)2.
A temperatura ambiente si presenta come un solido verde dall'odore di acido nitrico. È un composto nocivo, allergenico. Può cristallizzare come esaidrato.